# Isle-Aubigny
Isle-Aubigny é uma comuna francesa na região administrativa de Grande Leste, no departamento de Aube. Estende-se por uma área de 18,76 km². Em 2010 a comuna tinha 177 habitantes (densidade: 9,4 hab./km²).